# رصيفة (حجارة)
الرَّصيفة هي مادة بناء طبيعية تعتمد على الأحجار المرصوفة بالحصى وتستخدم لرصف الطرق والشوارع والمباني.

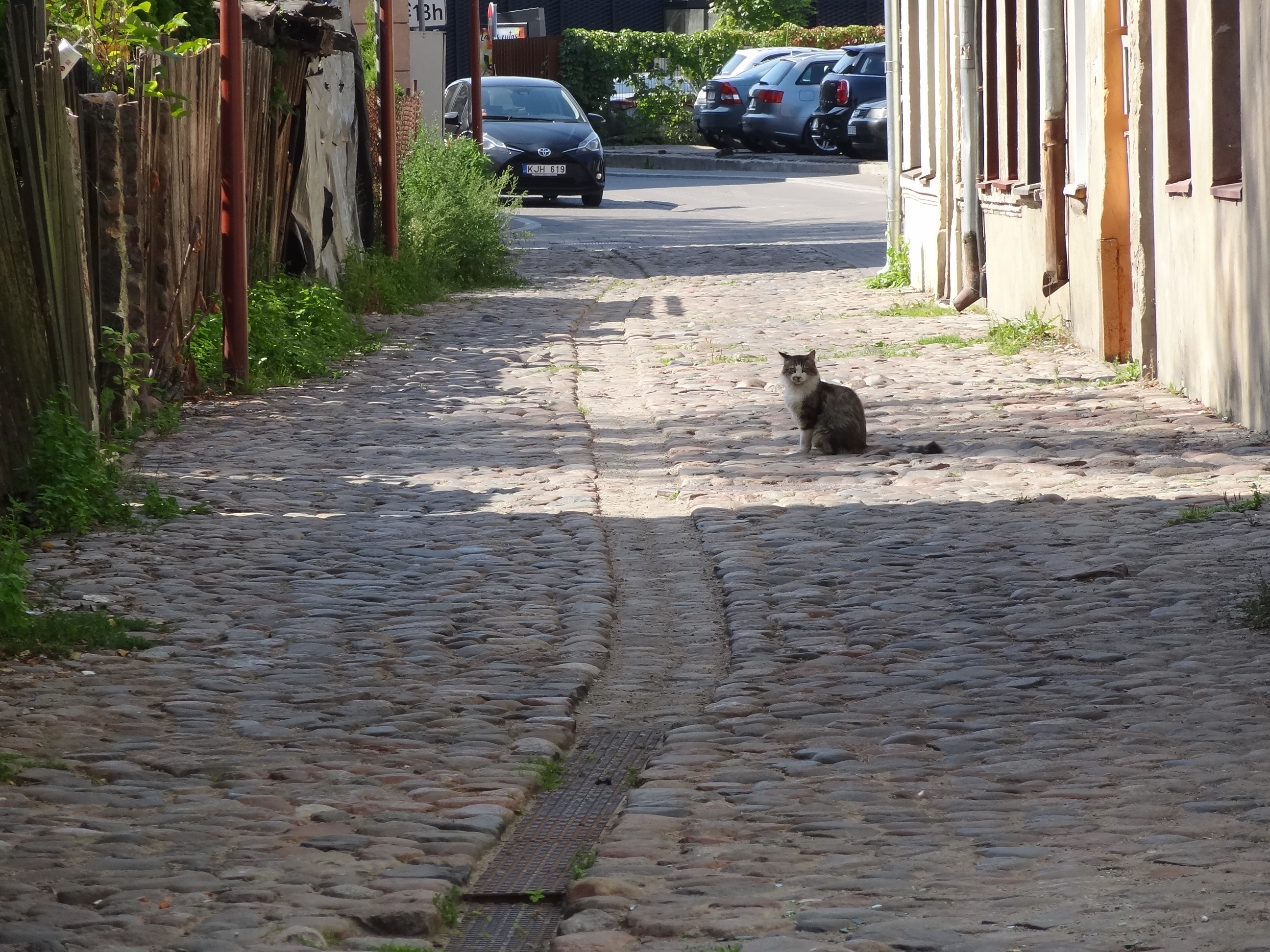
ممر مرصوف بالحصى في المدينة القديمة في كَونَس.